# Bergpieper
Der Bergpieper (Anthus spinoletta) ist ein Brutvogel der Hochgebirge Mittel- und Südeuropas sowie Kleinasiens. Mit gut 17 Zentimetern Gesamtlänge ist er ein relativ großer Vertreter der Gattung Anthus. Er erreicht fast die Größe einer Bachstelze, wirkt aber etwas kompakter als diese.
Bergpieper sind mit dem Strandpieper sehr nahe verwandt und bilden mit diesem und dem Pazifischen Wasserpieper, der in Zentral- und Ostasien sowie in Nordamerika brütet, eine Superspezies. Da Bergpieper vor allem im Winterhalbjahr meistens in Gewässernähe anzutreffen sind, wurden (und werden) sie auch Wasserpieper genannt.

## Beschreibung

### Erscheinungsbild
Der Bergpieper ist ein schlanker und vergleichsweise hochbeiniger Pieper mit dunklen Füßen. Im Prachtkleid ist die Körperunterseite weißlich mit einer blass rostrot überlaufenen Brust. Die piepertypische Streifung beziehungsweise Strichelung fehlt fast vollständig oder ist nur diffus angedeutet, nur an den Flanken können dunklere Längsstrichelungen erkennbar sein. Der Rücken ist graubraun, der weiße Überaugenstreif ist deutlich.
Im Winterkleid weist der Bergpieper eine kräftige, verwaschene Längsfleckung auf der Brust auf, die Körperoberseite ist dunkel. Wie bei anderen Piepern auch sind die Färbungs- und Gewichtsunterschiede zwischen den Geschlechtern sehr gering.

### Unterscheidung von anderen Piepern

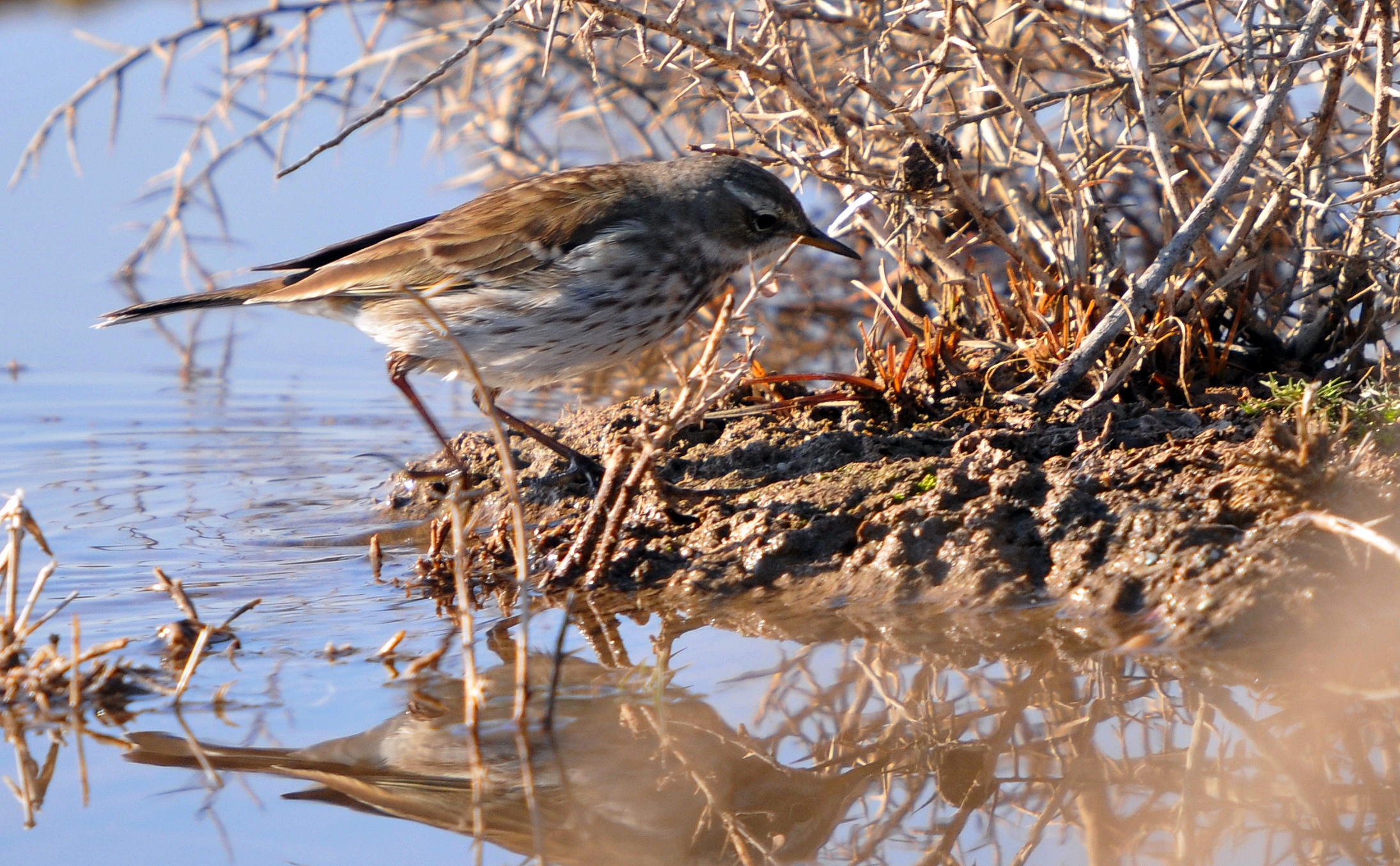
Bergpieper im Schlichtkleid

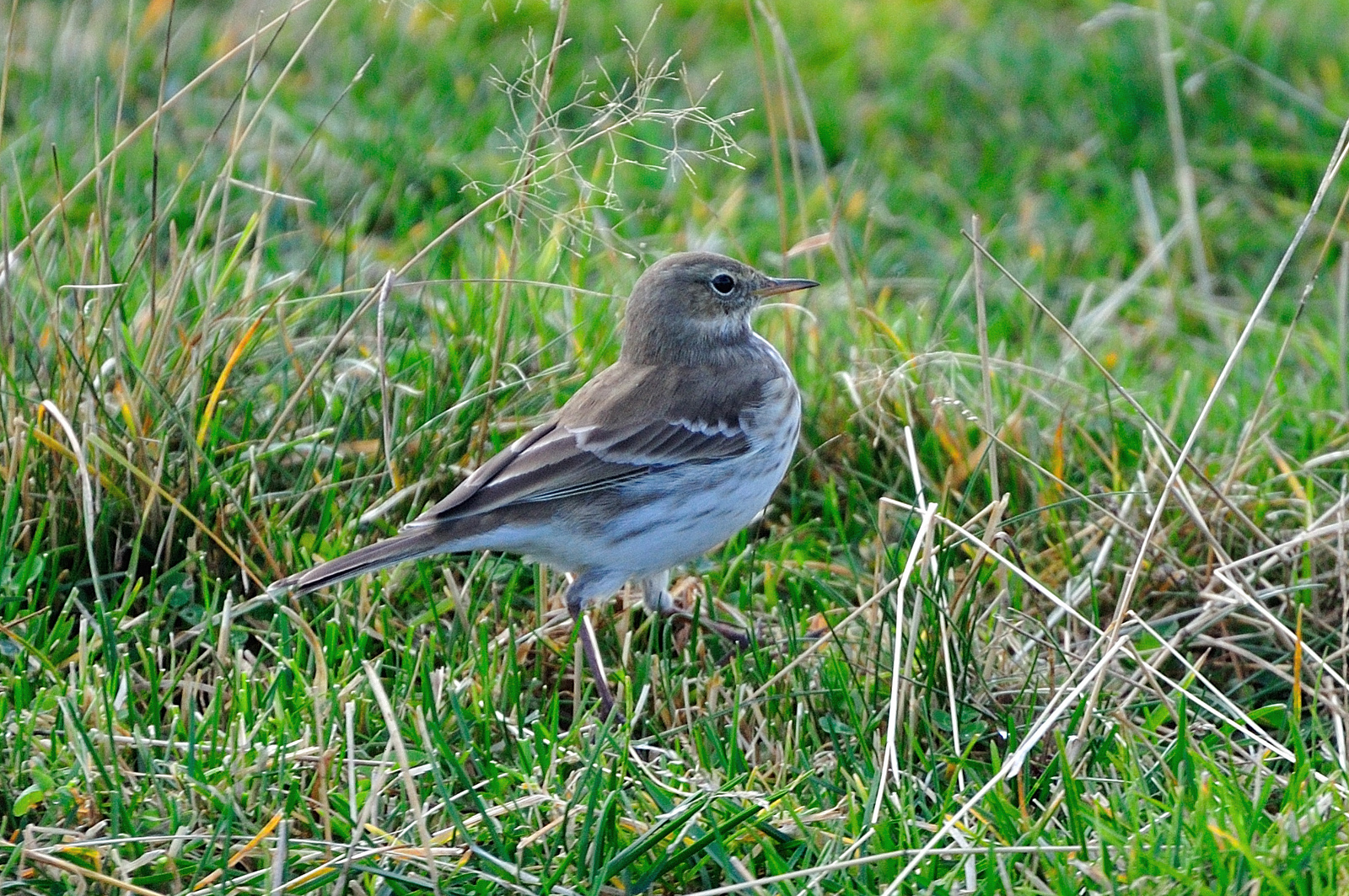
Bergpieper im Schlichtkleid

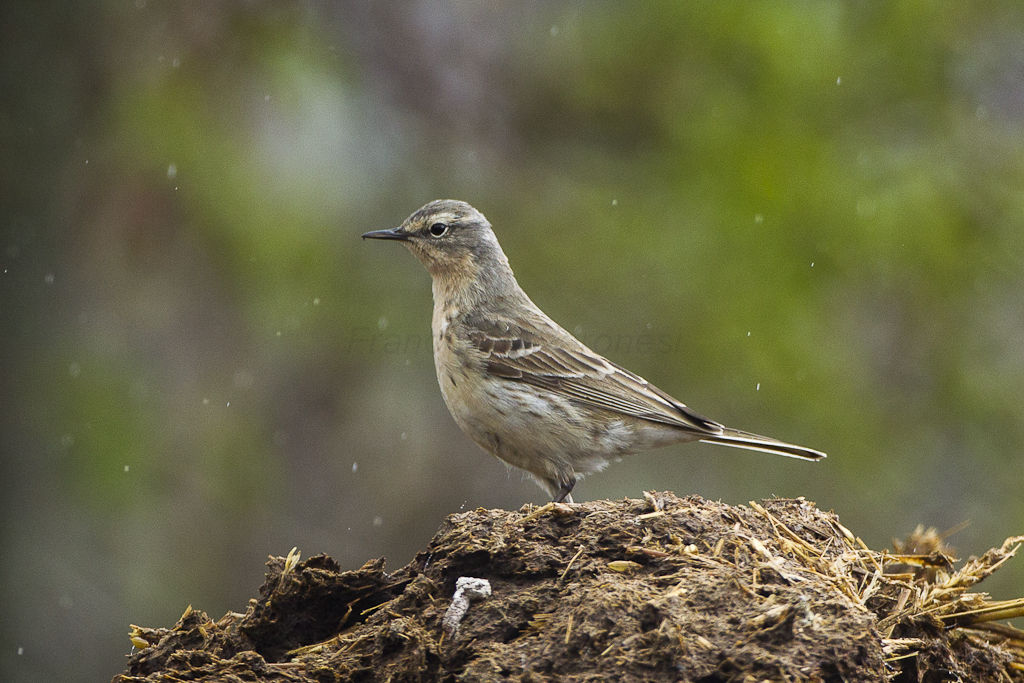
Bergpieper im Prachtkleid

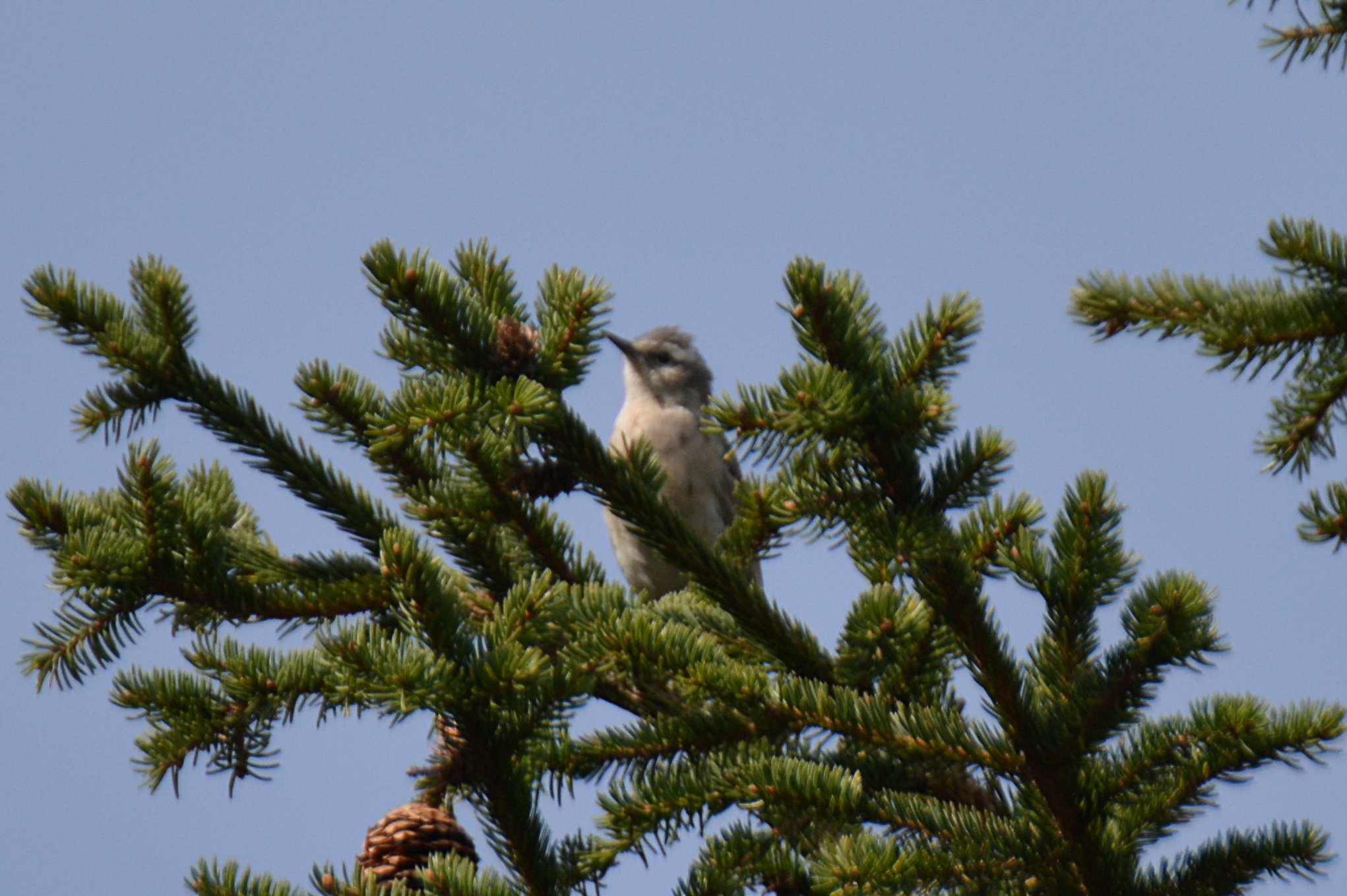
Bergpieper im Prachtkleid mit rosa überhauchter Brust.

Bestes Unterscheidungsmerkmal zu anderen Piepern sind die dunkelgrauen, manchmal auch dunkelgraubraunen Beine und Zehen. Bei anderen Piepern bis auf den nahe verwandten Strandpieper sind diese viel heller, meistens gelblich oder fleischfarben. Beim Strandpieper sind die Beine ebenfalls dunkel, weisen aber einen deutlichen Stich ins Rostbraune auf, der beim Bergpieper fehlt.
Im Schlichtkleid, das sich deutlich vom Prachtkleid unterscheidet, ist eine exakte Abgrenzung des Bergpiepers vom Strandpieper nicht immer einfach und erfordert etwas Übung. Vor allem die sehr variable Strandpieper-Unterart Anthus petrosus littoralis ist feldornithologisch nur bei guten Beobachtungsbedingungen sicher vom Bergpieper zu unterscheiden. Brust und Bauchregion sind in diesem Kleid deutlich braungrau längsgestreift, auch die Oberseite weist auf braungrauem Grund deutliche dunkle Fleckungen auf. Der Überaugenstreif sowie der weiße Lidring sind im Gegensatz zum Strandpieper auch in diesem Kleid deutlich erkennbar.
Im Flug können die reinweißen äußeren Steuerfedern des Bergpiepers ein gutes Unterscheidungsmerkmal zu den nur weißlichen äußeren Steuerfedern des Strandpiepers abgeben.
Erfahrene Ornithologen unterscheiden die beiden Arten auch in ihrem Flucht- und Flugverhalten. Bergpieper fliegen bei Störungen rasch auf, steigen schnell in größere Höhen auf und landen erst wieder nach einer längeren Flugstrecke. Die Fluchtdistanz eines Strandpiepers ist relativ gering, er fliegt bodennah und landet bald wieder.
Schließlich halten sich Bergpieper im Winter hauptsächlich an oder in der Nähe von Süßgewässern auf, während Strandpieper Meeresküsten bevorzugen.

## Vorkommen

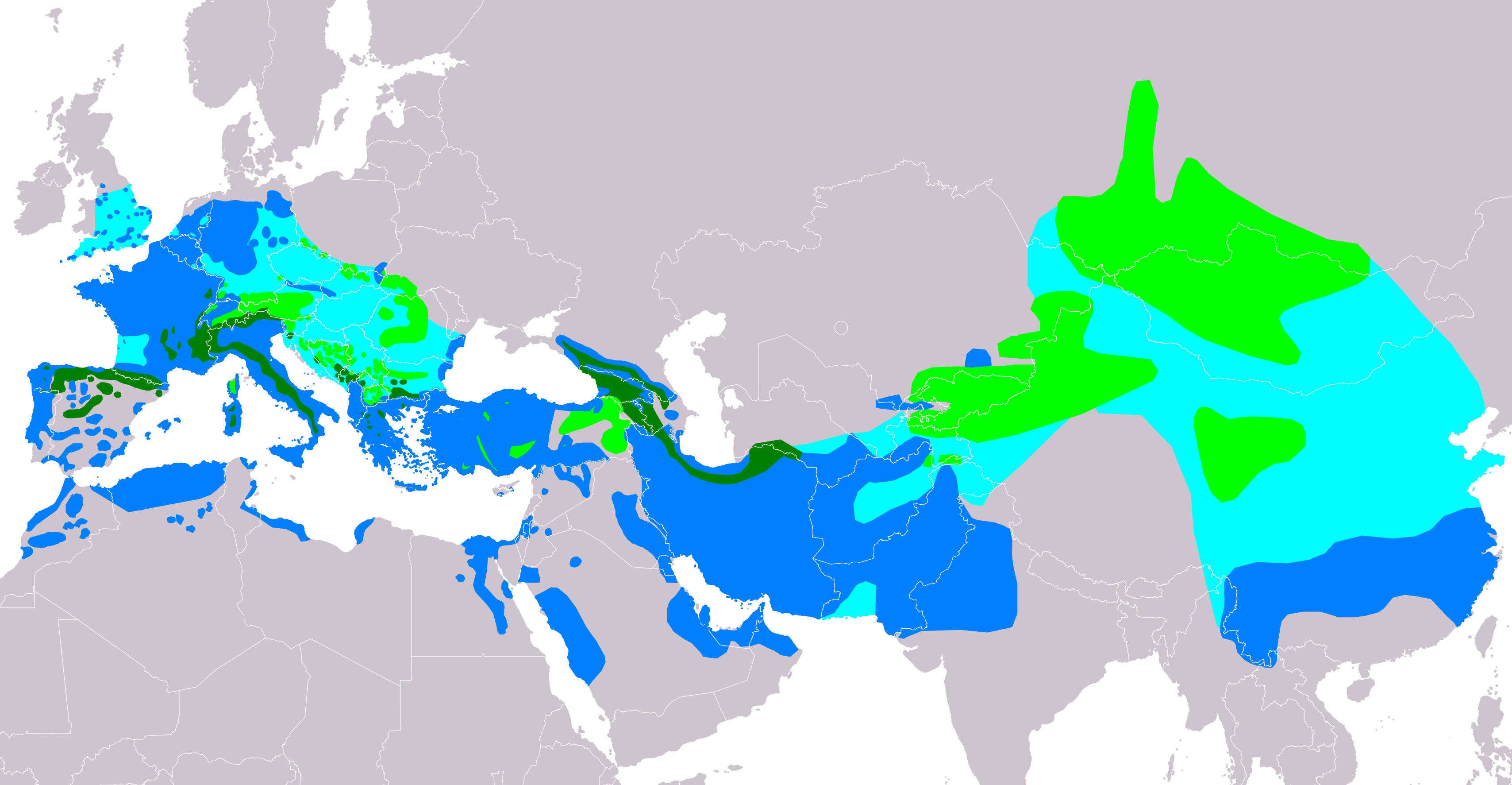
Verbreitung des Bergpiepers:
Brutgebiete
Ganzjähriges Vorkommen
Migration
Überwinterungsgebiete

Das Verbreitungsgebiet des Bergpiepers erstreckt sich über Gebirge Mittel- und Südeuropas sowie Vorder- und Zentralasiens. Er brütet in Regionen oberhalb von 1200 Höhenmetern und ist dann überwiegend auf feuchten alpinen Wiesen, auf grasbewachsenen Geröllhalden und locker mit Krummholz bewachsenen Flächen anzutreffen. Er ist als Gast auch in Gebirgstälern, im Alpenvorland und in Mittelgebirgslandschaften zu beobachten.
Der Bergpieper ist ein Teilzieher. Außerhalb der Brutzeit hält er sich vorwiegend in Wassernähe auf und ist dann auf Schuttkippen, Ödflächen, Flusskiesbänken sowie gelegentlich auf Wiesen zu beobachten.

## Ernährung
Die Nahrung besteht aus Bodeninsekten, Würmern und Schnecken.

## Brutbiologie

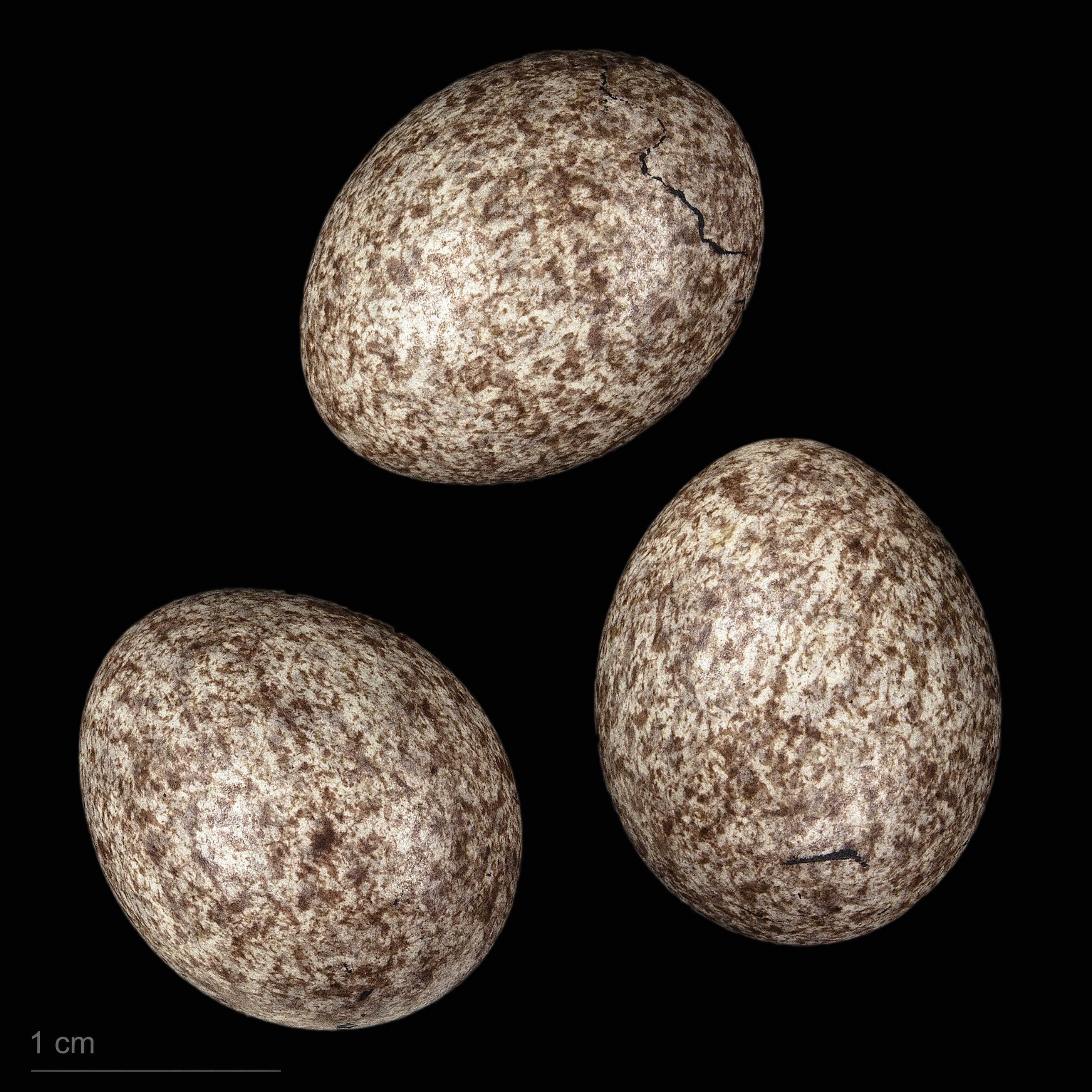
Anthus spinoletta spinoletta, Sammlung Museum von Toulouse

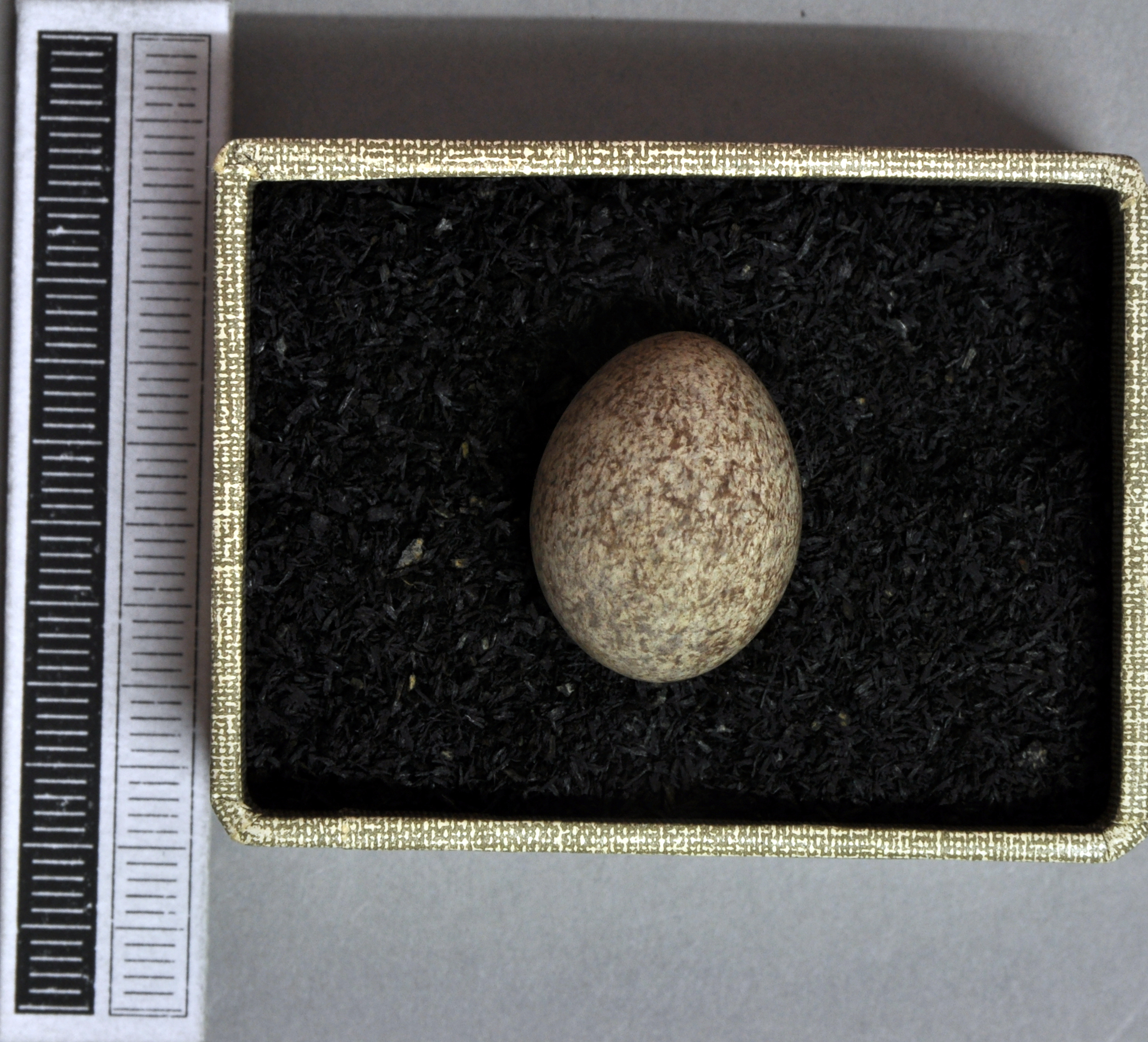
Ei, Sammlung Museum Wiesbaden

Die Brutzeit des Bergpiepers fällt in den Zeitraum von Ende April bis Anfang Juli. In der Regel kommt es zu zwei Jahresbruten. Die erste Brut ist meist noch durch späte Schneefälle gefährdet.
Das Nest befindet sich am Boden und wird häufig an Hängen oder an einer Geländestufe gebaut. Es liegt häufig unter Grashalmen oder Steinen versteckt. Am Nestbau ist nur das Weibchen beteiligt, das Männchen bringt allerdings gelegentlich Nistmaterial heran. Das Gelege umfasst zwischen vier und sechs Eiern. Diese sind spindelförmig mit einer glatten und glänzenden Schale. Die Grundfärbung der Eier ist gräulich weiß, gezeichnet sind sie mit kräftig braunen und blaugrauen Flecken.
Es brütet ausschließlich das Weibchen, das nach der Ablage des letzten oder vorletzten Eis mit dem Brutgeschäft beginnt. Die Brutzeit dauert 14 bis 15 Tage. Die Nestlinge sind Nesthocker, die auf der Körperoberseite blaugraue dichte Dunen aufweisen, die mit zunehmendem Alter brauner und dunkler werden. Sie werden von beiden Eltern versorgt und während ihrer ersten Lebenstage vom Weibchen gehudert. Die Nestlingszeit dauert wie die Brutzeit 14 bis 15 Tage. Die dann noch kaum flugfähigen Jungvögel halten sich noch etwa eine bis zwei weitere Wochen in Nestnähe auf.

## Einzelbelege
1. ↑  Colin Harrison und Peter Castell: Jungvögel, Eier und Nester der Vögel Europas, Nordafrikas und des Mittleren Ostens. S. 217.
2. ↑  Einhard Bezzel: BLV Handbuch Vögel. S. 373.
3. ↑  Colin Harrison und Peter Castell: Jungvögel, Eier und Nester der Vögel Europas, Nordafrikas und des Mittleren Ostens. S. 217.